# Тороторо великий
Торото́ро великий (Syma megarhyncha) — вид сиворакшоподібних птахів родини рибалочкових (Alcedinidae). Ендемік Нової Гвінеї.

## Опис
Довжина птаха становить 21-24 см, вага 49-63 г. У самців голова і нижня частина тіла руді, верхня частина тіла синьо-зелена. На шиї і потилиці чорні плями. Хвіст темно-синій, пера на крилах чорні з блакитними краями і кінчиками. У самиць тім'я чорне, нижня частина тіла світліша. На задній частині шиї у самиць чорна смуга. Дзьоб яскраво-жовтий з темним гребенем зверху, у представників підвиду S. m. sellamontis повністю жовтий. Очі темно-карі, лапи тьмяно-жовті. У молодих птахів дзьоб чорнувато-сірий, на скронях чорні плямки, навколо очей великі чорні плями, пера на щоках і грудях мають чорні кінчики.

## Підвиди
Виділяють два підвиди:
- S. m. sellamontis Reichenow, 1919[8] — півострів Гуон;
- S. m. megarhyncha Salvadori, 1896 — захід, центр і північний схід Нової Гвінеї.

## Поширення і екологія
Великі тороторо живуть у вологих гірських тропічних лісах Центрального хребта Нової Гвінеї. Зустрічаються на висоті від 1200 до 2200 м над рівнем моря. Живляться комахами, іншими безхребетними і дрібними хребетними. Великі тороторо чатують серед рослинності в кроні дерева, а коли побачать здобич, пікірують на землю та хапають її. Гніздяться в дуплах та в норах на берегах річок. В кладці 2 білих яйця.